# Kolumbiarek
Kolumbiarek (Handleyomys) – rodzaj ssaków z podrodziny bawełniaków (Sigmodontinae) w obrębie rodziny chomikowatych (Cricetidae).

## Rozmieszczenie geograficzne
Rodzaj obejmuje gatunki występujące endemicznie w Kolumbii.

## Morfologia
Długość ciała (bez ogona) 80–130 mm, długość ogona  75–110 mm, długość ucha 10–17 mm, długość tylnej stopy 21–26 mm; masa ciała 17–34 g.

## Systematyka
Rodzaj zdefiniował w 2002 roku międzynarodowy zespół teriologów (Amerykanin Robert S. Voss, Kolumbijka Marcela Gómez-Laverde i Peruwianin Víctor Pacheco) w artykule zatytułowanym Nowy rodzaj dla Aepeomys fuscatus Allen, 1912 i Oryzomys intectus Thomas, 1921: zagadkowe myszowe z lasów mglistych Andów opublikowanym w czasopiśmie „American Museum novitates”. Gatunkiem typowym jest (oryginalne oznaczenie) kolumbiarek białostopy (H. intectus). 

### Etymologia
Handleyomys: Charles O. Handley, Jr. (1924–2000), zoolog i podróżnik, który przeprowadził różne wyprawy dla rządu Stanów Zjednoczonych; gr. μυς mus, μυoς muos ‘mysz’.

### Podział systematyczny
Do rodzaju należą następujące gatunki:
| Grafika | Gatunek              | Autor i rok opisu | Nazwa zwyczajowa        | Podgatunki         | Rozmieszczenie geograficzne                          | Podstawowe wymiary                          | Status IUCN |
| ------- | -------------------- | ----------------- | ----------------------- | ------------------ | ---------------------------------------------------- | ------------------------------------------- | ----------- |
|         | Handleyomys fuscatus | J.A. Allen, 1912  | kolumbiarek ciemnostopy | gatunek monotypowy | zachodnie Andy; zakres wysokości: 1800–2530 m n.p.m. | DC: 8–13 cm DO: 7,5–11 cm MC: 19–34 g       | LC          |
|         | Handleyomys intectus | (O. Thomas, 1921) | kolumbiarek białostopy  | gatunek monotypowy | środkowe Andy; zakres wysokości: 1700–2800 m n.p.m.  | DC: 8,5–11,4 cm DO: 7,5–10,6 cm MC: 17–33 g | LC          |

Kategorie IUCN:  VU  – gatunek narażony.